# شهرستان فایت (جورجیا)
شهرستان فایت، جورجیا (به انگلیسی: Fayette County, Georgia) یک سکونتگاه مسکونی در ایالات متحده آمریکا است که در جورجیا واقع شده‌است.